# MACHO
MACHO är en akronym av massive astrophysical compact halo object, som är mörka eller mycket ljussvaga objekt som antas förekomma i galaxers halon och utgöra en form av mörk materia. En alternativ förklaring till den mörka materien är WIMP:er. En MACHO är en kropp som sänder ut lite eller ingen strålning och driver genom interstellärt utrymme oförbundet med något planetsystem (och kan eller kanske inte vara sammansatt av normal baryonisk materia). Eftersom MACHO inte är lysande är de svåra att upptäcka. MACHO-kandidater inkluderar svarta hål eller neutronstjärnor samt bruna dvärgar och obundna planeter. Vita dvärgar och mycket svaga röda dvärgar har också föreslagits som kandidat MACHO. Termen myntades av astrofysikern Kim Griest.

## Upptäckt
En MACHO kan upptäckas när den passerar framför eller nästan framför en stjärna och MACHO:s gravitation böjer ljuset, vilket gör att stjärnan ser ljusare ut i ett exempel på gravitationslinser som kallas gravitationell mikrolinsning. Flera grupper har sökt efter MACHOs genom att söka efter mikrolinsförstärkningen av ljus. Dessa grupper har uteslutit att mörk materia förklaras av MACHOs med massa i intervallet  1×10−8 solmassa (0,3 månmassa) till 100 solmassor. En grupp, MACHO-samarbetet, hävdade år 2000 att de hittat tillräckligt med mikrolinsning för att förutsäga förekomsten av många MACHOs med en genomsnittlig massa på cirka 0,5 solmassa, tillräckligt för att utgöra kanske 20 procent av den mörka materien i galaxen. Detta tyder på att MACHOs kan vara vita dvärgar eller röda dvärgar som har liknande massor. Röda och vita dvärgar är dock inte helt mörka, de avger lite ljus, och kan således sökas med Hubbleteleskopet och med undersökningar av egenrörelse. Dessa sökningar har uteslutit möjligheten att dessa objekt utgör en del av mörk materia i vår galax. En annan grupp, EROS2-samarbetet, bekräftar inte MACHO-gruppens signalpåståenden. De hittade inte tillräckligt med mikrolinsningseffekt med en högre känslighet med en faktor 2. Detta tyder på att MACHO kan vara vita dvärgar eller röda dvärgar som har liknande massor. Observationer med rymdteleskopet Hubbles instrument NICMOS visade att mindre än en procent av halomassan består av röda dvärgar. Detta motsvarar en försumbar del av halomassan av mörk materia. MACHOs löser därför inte problemet med den saknade massan.

## Typer
MACHO kan ibland anses innefatta svarta hål. Isolerade svarta hål utan någon materia runt dem är verkligen svarta genom att de inte avger något ljus och allt ljus som lyser på dem absorberas och reflekteras inte. Ett svart hål kan ibland upptäckas genom den halo av ljus gas och stoft som bildas runt det som en ackretionsskiva dras in av det svarta hålets gravitation. En sådan skiva kan generera gasstrålar som skjuts ut från det svarta hålet eftersom det inte kan absorberas tillräckligt snabbt. Ett isolerat svart hål skulle dock inte ha en ackretionsskiva och skulle bara kunna upptäckas genom gravitationslinser. Kosmologer tvivlar på att de utgör en majoritet av mörk materia eftersom de svarta hålen finns på isolerade punkter i galaxen. Den största bidragsgivaren till den saknade massan måste spridas över hela galaxen för att balansera gravitationen. En minoritet av fysiker, som George Chapline och Robert B. Laughlin, anser att den allmänt accepterade modellen av det svarta hålet är fel och måste ersättas av en ny modell, mörkenergistjärnan. I det allmänna fallet av den föreslagna nya modellen skulle den kosmologiska fördelningen av mörk energi vara något klumpig och mörkenergistjärnor av urtyp kan vara en möjlig kandidat för MACHOs.
Neutronstjärnor är, till skillnad från svarta hål, inte tillräcklligt tunga för att kollapsa helt, och bildar istället ett kompakt material liknande en atomkärna (ibland informellt kallad neutronium). Efter en tid kunde dessa stjärnor ha strålat ut tillräckligt med energi för att bli så kalla att de skulle vara omöjliga att se. På samma sätt kan gamla vita dvärgar också bli kalla och döda och så småningom bli svarta dvärgar, även om universum inte anses vara tillräckligt gammalt för att några stjärnor ska ha nått detta stadium.
Bruna dvärgar har också föreslagits som MACHO-kandidater. Bruna dvärgar kallas ibland "misslyckade stjärnor" eftersom de inte har tillräckligt med massa för att upprätthålla kärnfusion när deras gravitation får dem att kollapsa. Bruna dvärgar är ungefär 13 - 75 gånger Jupiters massa. Sammandragningen av material som bildar den bruna dvärgen värmer upp dem så att de bara lyser svagt vid infraröda våglängder, vilket gör dem svåra att upptäcka. En undersökning av gravitationella linsningseffekter i riktning mot Lilla magellanska molnet och Stora magellanska molnet upptäckte inte antalet och typen av linsningshändelser som förväntas om bruna dvärgar utgjorde en påtaglig del av mörk materia.

## Teoretiska överväganden
Teoretiskt arbete visade samtidigt att forntida MACHO sannolikt inte står för de stora mängder mörk materia som nu tros finnas i universum. Nukleosyntesen vid Big bang anses för närvarande (2022) inte ha kunnat producera tillräckligt med baryoner och fortfarande vara i överensstämmelse med den observerade förekomsten av grundämnen, såsom överskottet av deuterium. Dessutom sätter separata observationer av baryoners akustiska svängningar, båda i den kosmiska mikrovågsbakgrunden och i den storskaliga strukturen av galaxer, gränser för förhållandet mellan baryoner och den totala mängden materia. Dessa observationer visar att en stor del icke-baryoniskt material är nödvändig oavsett närvaro eller frånvaro av MACHO. MACHO-kandidater, som primordiala svarta hål, kan emellertid bildas av icke-baryonisk materia (från prebaryoniska epoker av den tidiga Big Bang).